# Пржинское соглашение
Пржинское соглашение (макед. Пржински договор) — соглашение, процесс подписания которого шёл со 2 июня по 15 июля 2015 года между основными политическими партиями Республики Македонии при посредничестве Европейского союза. Соглашение положило конец политическому и институционному кризису в первой половине 2015 года. По итогам соглашения Социал-демократический союз Македонии получал право представить своих людей в Правительстве Македонии, добился отставки в январе 2016 года премьер-министра Николы Груевского и проведения досрочных выборов в Македонии, а также расследования преступлений, доказательства которых появились после прослушивания телефонных переговоров госслужащих.

## Предыстория
В мае 2015 года в Скопье поднялись протесты против премьер-министра Николы Груевского и его правительства. Протесты начались после начала суда над лидером оппозиции Зораном Заевым, который заявил, что у него есть компромат более чем на 20 тысяч македонских госслужащих и лично Николу Груевского, который лично замял дело об убийстве молодого человека полицейским в 2011 году. 5 мая 2011 года произошли массовые беспорядки. 12 мая глава МВД Гордана Янкулоская и министр транспорта Миле Янакиеский вместе с Председателем Администрации безопасности и контрразведки Сашо Миялковым ушли в отставку после того, как были опубликованы материалы об их участии в ряде государственных преступлений.

## Реализация
Реализация Пржинского соглашения была затруднена в связи с тем, что Социал-демократический союз обвинил партию ВМРО — ДМПНЕ в затягивании реализации. Назначение Катицы Яневой специальным прокурором восприняли как прорыв, но включение в её команду членов партии ВМРО вызвало удивление. 14 октября 2015 года Зоран Заев заявил, что соглашение больше не действительно в связи с тем, что Совет прокуроров отклонил половину кандидатов, предложенных Яневой.
4 ноября были избраны другие кандидаты, и рабочая команда Яневой была сформирована. В тот же день были достигнуты договорённости о министрах и их заместителях в переходном (техническом) правительстве. В соглашении звучал призыв отправить в отставку Груевского в январе 2016 года, что и было реализовано 14 января. 17 января пост премьер-министра занял Эмиль Димитриев.